# Maafa
Maafa (în arabă معافة) este o comună din provincia Batna, Algeria.
Populația comunei este de 2.880 de locuitori (2008).